# Barilius naseeri
Barilius naseeri är en fiskart som beskrevs av Mirza, Rafiq och Awan, 1986. Barilius naseeri ingår i släktet Barilius och familjen karpfiskar. Inga underarter finns listade.